# 메건 테일러

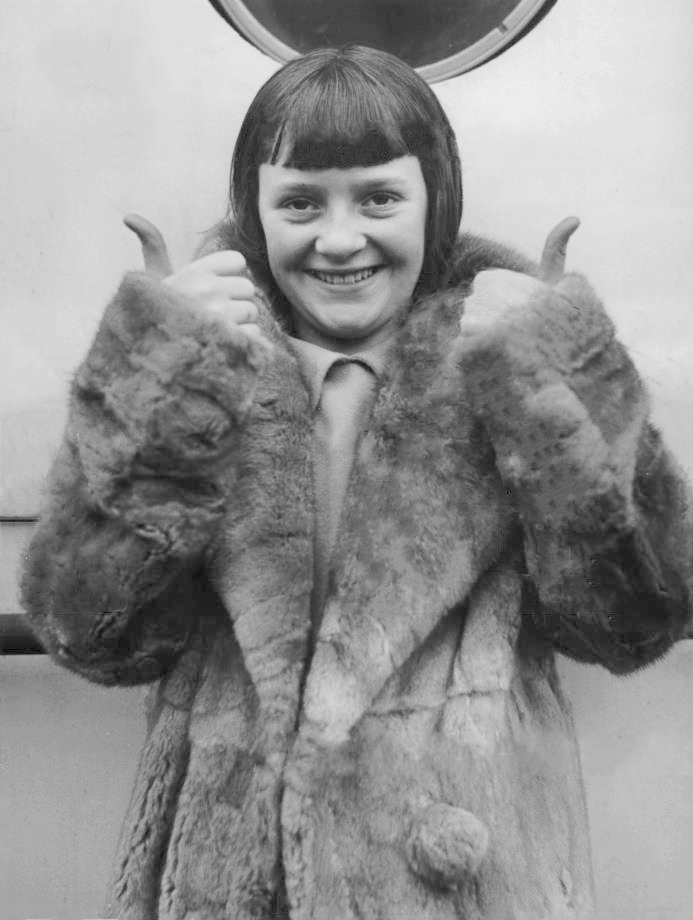

메건 데비니시 테일러(영어: Megan Devenish Taylor, 1920년 10월 25일 - 1993년 7월 23일)는 영국의 피겨 스케이팅 선수였다. 그녀는 1938년과 1939년 세계 선수권 대회에서 우승했다. 그녀는 로치데일에서 태어나서 자메이카에서 죽었다.

## 선수 경력
메건과 동료 세실리아 콜레지는 1932년 동계 올림픽에 출전했다.
테일러는 1934년과 1936년 세계 선수권 대회에서 헤니에 이어 2위를 했다.
현역에서 은퇴한후, 테일러는 아이스 카패드를 여행했다.

## 대회 성적
| Event            | 1932 | 1933 | 1934 | 1935 | 1936 | 1937 | 1938 | 1939 |
| ---------------- | ---- | ---- | ---- | ---- | ---- | ---- | ---- | ---- |
| 동계 올림픽      | 7위  |      |      |      |      |      |      |      |
| 세계 선수권 대회 | 7위  | 4위  | 2위  |      | 2위  | 2위  | 1위  | 1위  |